# Васильев, Степан Васильевич (революционер)
Степа́н Васи́льевич Васи́льев (17 декабря 1896 — 26 октября 1943) — якутский советский государственный и политический деятель, участник борьбы за Советскую власть в Восточной Сибири и Якутии.

## Биография
Родился в местности «Тойон Уйа» I Бордонского наслега Мархинского улуса Вилюйского округа в семье бедняка-скотовода. После окончания Мегежекской начальной церковно-приходской школы в с. Малыкай и Нюрбинского двухклассного училища в 1915 г. поступил в Якутскую учительскую семинарию.
Принимал активное участие в создании нелегальной боевой дружины в Якутске, по её поручению выезжал навстречу красногвардейскому отряду Аполлинария Рыдзинского, который сумел 1 июля 1918 г. без кровопролития освободить Якутск от вооружённых сил белогвардейцев и впервые установить Советскую власть в Якутии.
После установления Советской власти в Якутске С. В. Васильев начал активно участвовать в советской работе. Во время контрреволюции он был арестован и сидел в тюрьме в Якутске, затем выслан за пределы Якутии. С декабря 1918 г. по декабрь 1919 г. был заключён в Иркутской тюрьме. После освобождения из тюрьмы был направлен Иркутской партийной организацией в Прибайкалье на нелегальную работу в тылу Колчака, принял участие в разоружении штаба отряда генерала Семёнова.
С. В. Васильев является одним из организаторов Иркутского комсомола, в марте 1920 года был избран членом Иркутского губернского бюро РКСМ. Возвратившись в Якутию, по поручению Якутского райбюро РКП(б), начал создавать комсомольскую организацию. С июня 1920 г. по февраль 1921 г. работал председателем бюро Якутской губернской организации РКСМ, с февраля по август 1921 г. — заведующим отделом пропаганды и агитации обкома РКП(б), одновременно являлся членом Губбюро РКП(б), Губревкома.
С сентября 1921 г. по август 1925 г. учился в Москве в Коммунистическом Университете им. Я. М. Свердлова. После окончания учёбы в Москве ЦК ВКП(б) направил его в Якутию на руководящую работу в качестве Наркома рабоче-крестьянской Инспекции, затем он был избран председателем Областной контрольной комиссии ВКП(б).
В апреле 1926 г., по предложению М. К. Аммосова, направлен в длительную командировку в Алдан для подготовки материалов организации треста золотодобывающей промышленности. После возвращения из Алдана его командировали в Москву по делам организации Союзного треста «Якутзолото». Из Москвы вернулся в сентябре 1927 г. и был назначен исполняющим обязанности председателя Совнаркома Якутской АССР. На этой должности он работал до марта 1928 г.
Член Центральной контрольной комиссии ВКП(б) (1927—1934).
По рекомендации Серго Орджоникидзе, с сентября 1928 г. по июль 1930 г. работал членом партколлегии в Центральной Контрольной Комиссии ВКП(б).
С июля 1930 г. работал руководителем группы цветных металлов ЦКК Наркома рабоче-крестьянской инспекции СССР. 12 апреля 1931 г. С. В. Васильев избран председателем Центрального Комитета Союза рабочих добычи и обработки цветных металлов и золота, где работал до 1934 г. 
26 января—10 февраля 1934 года делегат XVII съезда ВКП(б) с совещательным голосом.
Затем последующие пять лет вплоть до апреля 1939 г. работал руководителем группы тяжёлой промышленности Комиссии партийного контроля при ЦК ВКП(б).
С мая по ноябрь 1939 г. работал директором 2-го авторемонтного завода г. Москвы.
6 ноября 1939 г. был арестован и необоснованно обвинён, как один из создателей и руководителей «центральной якутской буржуазно-националистической организации в Москве», в шпионаже в пользу Японии, во вредительстве и т. д. Погиб в лагере политзаключённых в п. Канин Нос Кожвинского района Коми АССР (ныне г. Печора) 26 октября 1943 года.
Впоследствии дело по обвинению С. В. Васильева и приговор Военной коллегии Верховного Суда СССР от 18 июля 1941 г. были пересмотрены, и дело прекращено за отсутствием состава преступления — постановлением Военной коллегии Верховного Суда СССР от 18 августа 1956 г. он был реабилитирован.

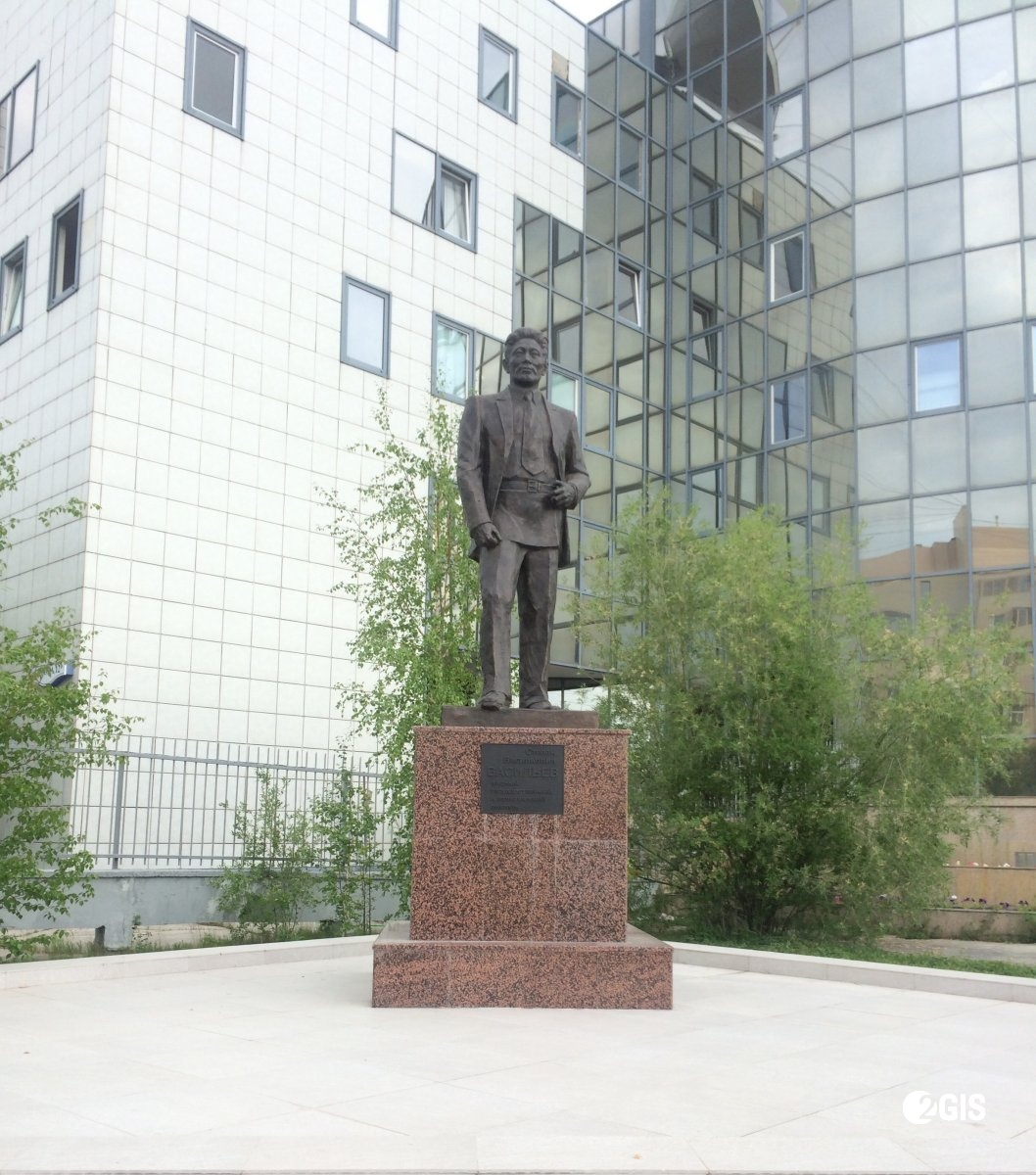
Статуя в Якутске

## Память
- Имя Степана Васильева носит пассажирский теплоход типа «Москва» 1981 г. постройки, с 80-х гг. работающий в Якутии на пассажирских линиях (Якутск — Нижний Бестях и др.).
- В 2016 году установлена статуя в Якутске,  Объект культурного наследия № 1430044000№ 1430044000